# Dolichopeza orientalis
Dolichopeza orientalis är en tvåvingeart som beskrevs av Enrico Adelelmo Brunetti 1912. Dolichopeza orientalis ingår i släktet Dolichopeza och familjen storharkrankar. Inga underarter finns listade i Catalogue of Life.